# Nazionale maschile di calcio dell'Inghilterra
La nazionale di calcio dell'Inghilterra (in inglese England national football team) è la selezione calcistica rappresentativa dell'Inghilterra ed è posta sotto l'egida della Federazione calcistica inglese. 
Nazionale di calcio più antica al mondo insieme a quella scozzese, ha vinto un campionato mondiale, nell'edizione casalinga del 1966, e nella rassegna ha raggiunto in due occasioni il quarto posto (1990 e 2018). Per quanto riguarda il campionato d'Europa, il miglior piazzamento è il secondo posto raggiunto nelle edizioni 2020 e 2024. L'Inghilterra è, dunque, l'unica nazionale di calcio che non ha mai vinto l'alloro continentale tra quelle laureatesi campioni del mondo. Negli altri trofei internazionali vanta, quale miglior risultato, un terzo posto nell'edizione inaugurale della UEFA Nations League.
Il posizionamento più alto raggiunto dall'Inghilterra nella classifica mondiale della FIFA, istituita nell'agosto 1993, è il 3º posto, occupato dall'agosto al settembre 2012, da settembre a ottobre 2021 e dal novembre 2023 all'aprile 2024, mentre il più basso è il 27º posto del febbraio 1996. Occupa attualmente il 4º posto nella graduatoria.

## Storia

### Gli inizi

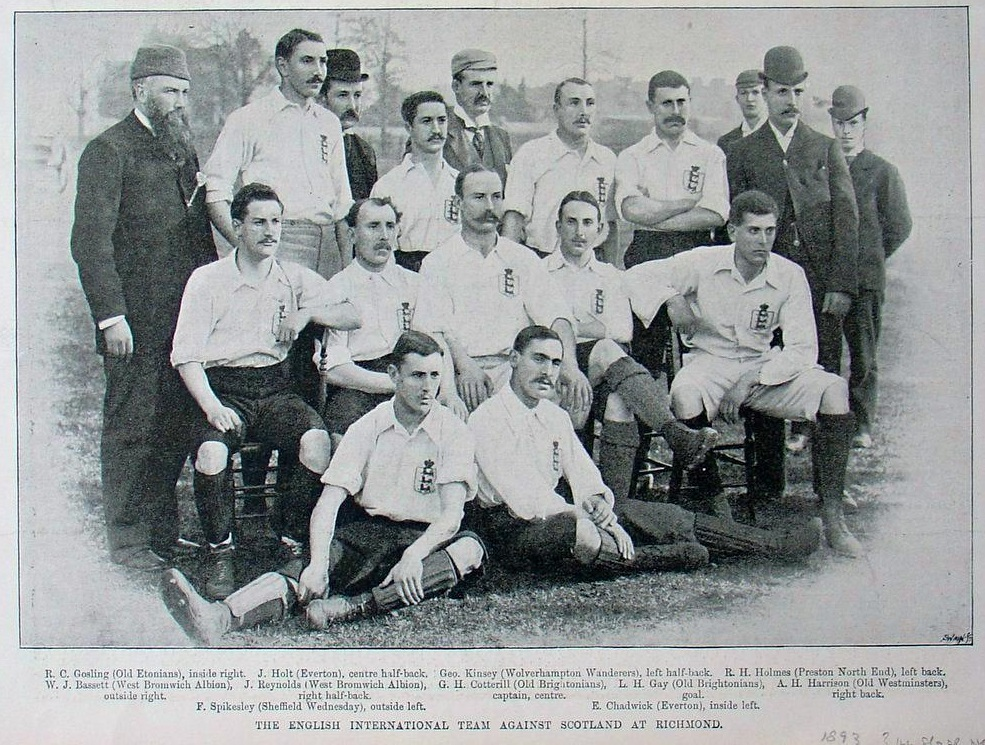
L'Inghilterra schierata prima di un match contro la a Richmond nel 1893.

La nazionale inglese di calcio è la nazionale di calcio più antica. Fu fondata insieme a quella scozzese, con cui disputò cinque partite rappresentative dal 1870 al 1872. Il primo match tra le due compagini, organizzato dalla Football Association, si tenne il 5 marzo 1870 e il primo match di ritorno il 30 novembre 1872.
La gara, giocata all'Hamilton Crescent, in Scozia, è considerata il primo incontro ufficiale tra nazionali di calcio della storia, perché si trattava di due selezioni indipendenti operanti in autonomia e non controllate dalla medesima federazione calcistica. Per i successivi quarant'anni l'Inghilterra giocò esclusivamente contro nazionali di calcio delle nazioni costitutive del Regno Unito, vale a dire Scozia, Galles e Irlanda (IFA) nel Torneo Interbritannico.
Inizialmente l'Inghilterra non disputava i propri incontri di calcio in uno stadio ben definito. Affiliatasi alla FIFA nel 1906, la federazione allargò il novero di avversarie della propria squadra nazionale nel 1908, quando la nazionale inglese intraprese un tour nell'Europa centrale. Nel 1923 fu inaugurato lo Stadio di Wembley, che divenne la sede della nazionale inglese. Nel 1928 la federcalcio inglese uscì dalla FIFA, prima di rientrarvi nel 1946. Di conseguenza non partecipò al campionato mondiale di calcio sino all'edizione di Brasile 1950, dove fu eliminata al primo turno dopo la clamorosa sconfitta per 1-0 contro gli Stati Uniti.
La prima sconfitta casalinga dell'Inghilterra contro una selezione "straniera" (vale a dire non una di quelle facenti parte del Regno Unito) risale alla partita persa per 2-0 contro l'Irlanda il 21 settembre 1949 a Goodison Park. La squadra perse poi la sua seconda partita, per 6-3, solo nel 1953, contro l'Ungheria a Wembley. Nella sfida di ritorno a Budapest l'Ungheria vinse di nuovo, con il punteggio di 7-1. Rimane questa la sconfitta con il più largo scarto subita dall'Inghilterra nella sua storia. Al termine del match Syd Owen dichiarò: "È stato come giocare contro dei marziani". Al campionato del mondo 1954 l'Inghilterra raggiunse per la prima volta nella propria storia i quarti di finale, dove fu sconfitta per 4-2 ed eliminata dall'Uruguay campione del mondo in carica.

### La generazione d'oro

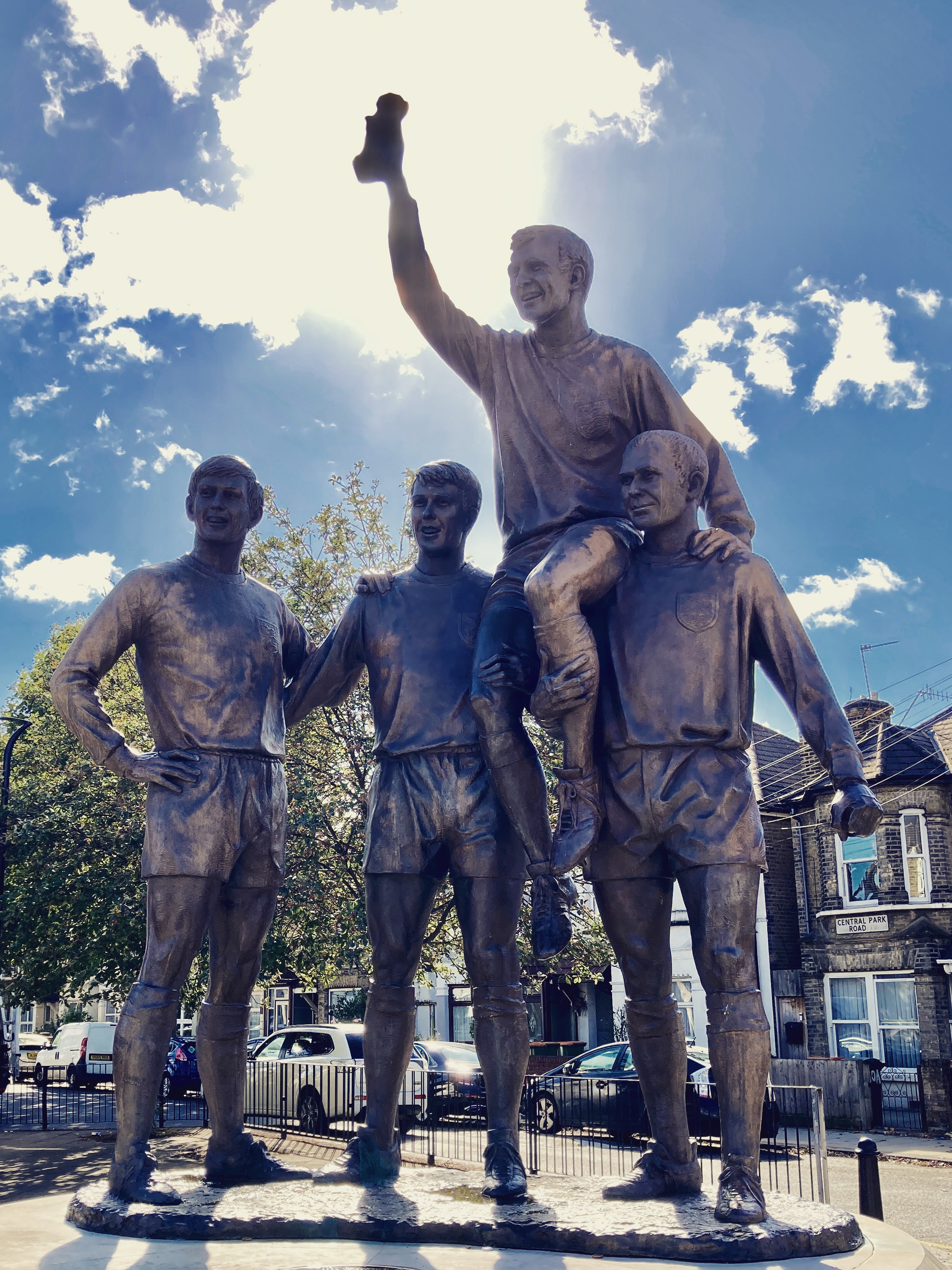
La scultura The Champions ad Upton Park, dedicata alla vittoria della Coppa Rimet 1966.

Malgrado la nomina del primo selezionatore a tempo pieno, Walter Winterbottom, nel 1946, la squadra fu ancora scelta da un comitato tecnico fino alla nomina di Alf Ramsey, che assunse il ruolo di allenatore nel 1963. Nel campionato del mondo 1966, ospitato dall'Inghilterra, la squadra di Ramsey vinse il proprio girone grazie ai successi contro Messico e Francia e il pareggio contro l'Uruguay. Ai quarti batte 1-0 l'Argentina e in semifinale 2-0 il Portogallo grazie alla doppietta di Bobby Charlton e in finale batte la Germania Ovest (4-2) dopo i tempi supplementari, grazie alla tripletta di Geoff Hurst divenendo per la prima volta campioni del mondo. In quello stesso anno l'attaccante della nazionale Bobby Charlton vincerà il Pallone d'Oro.
Al campionato d'Europa 1968, in Italia, la squadra inglese raggiunse per la prima volta nel torneo le semifinali, eliminata dalla Jugoslavia.

### Periodi bui
Qualificatasi per il campionato del mondo 1970 in Messico, da campione del mondo in carica la nazionale inglese fu eliminata ai quarti di finale dalla Germania Ovest: in vantaggio di due gol, subì la rimonta avversaria e perse per 3-2 dopo i tempi supplementari. Le mancate qualificazioni al campionato d'Europa 1972 e al campionato del mondo 1974 portarono alle dimissioni di Ramsey, ma l'Inghilterra fallì anche la qualificazione al campionato d'Europa 1976 e al campionato del mondo 1978. Nel 1977 la nazionale inglese venne affidata al commissario tecnico Ron Greenwood, con il quale riuscì stavolta a qualificarsi per la fase finale del campionato d'Europa 1980, da dove venne comunque eliminata al primo turno. Al campionato del mondo 1982 l'Inghilterra, sempre guidata da Greenwood, tornò dopo dodici anni a giocare una fase finale di un grande torneo: venne eliminata nella seconda fase a gironi, pur senza subire alcuna sconfitta.
Allenata da Bobby Robson, la squadra raggiunse i quarti di finale del campionato del mondo 1986, dove fu sconfitta per 2-1 dall'Argentina ed eliminata in una partita resa famosa da due gol di Diego Armando Maradona: la prima rete fu segnata di mano, mentre la seconda venne premiata dalla FIFA nel 2002 come "Gol del secolo". Al campionato d'Europa 1988, però, l'Inghilterra perse tutte le partite e fu eliminata al primo turno.
Al mondiale di Italia 1990 ottenne il suo secondo miglior piazzamento di sempre, il quarto posto, dopo aver perso ai tiri di rigore (4-3 dopo l'1-1 dei tempi supplementari) la semifinale con la Germania Ovest e la finale per il terzo posto contro l'Italia padrona di casa. Il risultato fu salutato con entusiasmo da tutta la nazione.
Passata nelle mani del CT Graham Taylor, al campionato d'Europa del 1992 la squadra pareggiò contro i futuri vincitori della Danimarca e contro la Francia e fu eliminata al primo turno dopo la sconfitta contro i padroni di casa della Svezia.
Gli anni novanta videro avvicendarsi sulla panchina della nazionale inglese quattro allenatori. Taylor, successore di Robson, si dimise dopo la mancata qualificazione al campionato del mondo 1994; Terry Venables guidò la squadra al campionato d'Europa 1996, disputato in casa e concluso con l'eliminazione in semifinale, ancora ai tiri di rigore e ancora contro la Germania. Fu uguagliato così il miglior piazzamento inglese nel torneo europeo, risalente al 1968. 

L'Inghilterra quarta classificata al

Come noto prima del campionato europeo del 1996, a rassegna conclusa Venables lasciò il posto a Glenn Hoddle, che guidò i suoi alla qualificazione al campionato del mondo 1998 vincendo un girone comprendente anche l'Italia. Nella fase finale del torneo l'Inghilterra uscì agli ottavi di finale contro l'Argentina, ancora una volta ai tiri di rigore (dopo il 2-2 dei tempi supplementari). Kevin Keegan condusse dunque l'Inghilterra al campionato d'Europa 2000, dove la squadra fu eliminata nuovamente nella fase a gironi, disfatta che causò le dimissioni del tecnico.
Nel 2001 la conduzione tecnica dell'Inghilterrà passò a Sven-Göran Eriksson, primo allenatore non inglese della squadra. Durante la sua gestione, durata cinque anni, la formazione dei Leoni si fermò sempre ai quarti di finale di mondiali ed europei: al campionato del mondo 2002 (eliminazione contro il Brasile poi vincitore del torneo), al campionato d'Europa 2004 (eliminazione contro il Portogallo, nuovamente ai tiri di rigore) e al campionato del mondo 2006 (ancora contro il Portogallo e ancora ai tiri di rigore). Nonostante le eliminazioni, l'Inghilterra di Eriksson in cinque anni perse solo tre partite nei 90 minuti di gioco (cinque se si considerano i 120 minuti) e si issò al quarto posto della classifica mondiale della FIFA, ragioni che spinsero la federazione a rinnovare il contratto con il tecnico svedese sino al campionato d'Europa 2008. Ciononostante l'allenatore lasciò il proprio ruolo alla fine del mondiale.
La gestione del successore, Steve McClaren, si rivelò fallimentare: nel novembre 2007, dopo aver clamorosamente mancato la qualificazione al campionato d'Europa 2008 (decisivo il rovescio interno contro la Croazia all'ultima giornata), egli fu esonerato e sostituito dall'italiano Fabio Capello, in carica dal dicembre 2007.
Dopo aver vinto tutte le partite di qualificazione al campionato del mondo 2010 tranne una, nella fase finale del torneo la squadra inglese pareggiò le prime due partite contro Stati Uniti e Algeria, poi vinse contro la Slovenia e superò il primo turno, ma agli ottavi di finale, contro la Germania, perse per 4-1, stabilendo la propria peggiore sconfitta nelle fasi finali di un mondiale.
Nel febbraio 2012 Capello lasciò la nazionale dopo una polemica con la federazione sulla cessione di sottrarre la fascia di capitano a John Terry per accuse di razzismo e fu sostituito da Roy Hodgson, a sole sei settimane dell'inizio del campionato d'Europa 2012. Ancora una volta per gli inglesi furono fatali i rigori: ai quarti di finale fu l'Italia a eliminare i Leoni dopo lo 0-0 dei 120 minuti di gioco.
Qualificatasi per il campionato del mondo 2014, in Brasile la squadra inglese deluse, uscendo già al primo turno (la fase a gironi), evento che in un mondiale non accadeva da Svezia 1958 e in un grande torneo da Belgio-Paesi Bassi 2000. L'unico punto ottenuto nella fase finale, contro la Costa Rica nell'ultima partita, rappresentò il peggiore risultato di sempre per l'Inghilterra ai mondiali. L'Inghilterra si qualificò poi per il campionato d'Europa 2016 con 10 vittorie in 10 partite del girone eliminatorio, ma nella fase finale uscì agli ottavi di finale contro la sorprendente Islanda (2-1). Hodgson si dimise e gli subentrò Sam Allardyce, che rimase in carica per un solo mese (vittoria in una partita contro la Slovacchia), costretto alle dimissioni allo scoppio di uno scandalo di affari illeciti di calciomercato che lo vedeva coinvolto.

### Il ritorno in auge

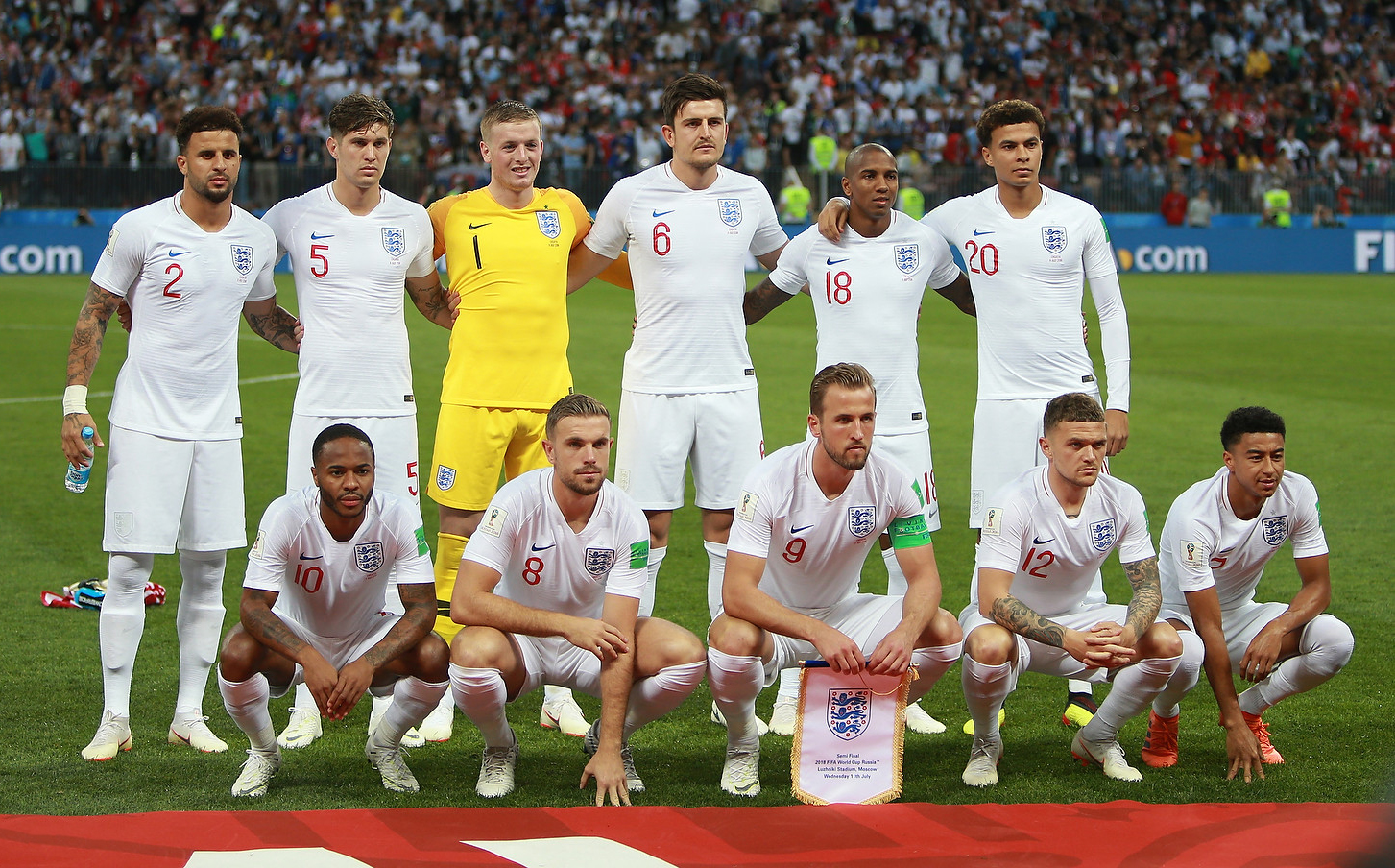
L'Inghilterra quarta classificata al

Gareth Southgate, allenatore dell'Under-21, assunse le redini della nazionale maggiore nell'autunno del 2016, inizialmente in via temporanea e poi permanente. Sotto la sua gestione l'Inghilterra ottenne da imbattuta nel proprio girone la qualificazione al campionato del mondo 2018, poi si qualificò per gli ottavi di finale giungendo seconda nel gruppo di prima fase, ottenendo due vittorie contro Tunisia e Panama e subendo una sconfitta contro il Belgio. Agli ottavi eliminò la Colombia ai tiri di rigore e ai quarti di finale la Svezia (2-0), accedendo così alle semifinali del mondiale dopo 28 anni. In semifinale fu sconfitta per 2-1 dalla Croazia dopo i tempi supplementari e poi perse anche la finale per il terzo posto contro il Belgio, chiudendo al quarto posto, come a Italia 1990.
Nel settembre 2018 la nazionale inglese esordì nella Lega A della UEFA Nations League 2018-2019, dove vinse il girone con Spagna e Croazia con due successi e un pari in quattro gare, ottenendo così la qualificazione alla final four. Sconfitta in semifinale a Guimarães dai Paesi Bassi, nello stesso stadio l'Inghilterra batté ai tiri di rigore la Svizzera, ottenendo il terzo posto nella rassegna.
Al campionato d'Europa 2020, disputato in varie sedi nel 2021, l'Inghilterra superò da prima classificata il proprio girone, grazie alle vittorie per 1-0 contro Croazia e Rep. Ceca e al pareggio a reti bianche contro la Scozia, in tre partite giocate allo stadio londinese di Wembley. Qualificatasi da capolista del girone, l'Inghilterra continuò a giocare a Londra, dove batté la Germania per 2-0 agli ottavi di finale, mentre ai quarti di finale, allo stadio Olimpico di Roma, superò per 4-0 l'Ucraina e in semifinale sconfisse la Danimarca per 2-1 dopo i tempi supplementari, accedendo alla finale dell'europeo per la prima volta. Nell'atto conclusivo della manifestazione, disputato in casa, a Wembley, la nazionale inglese fu sconfitta dall'Italia ai tiri di rigore (3-2) dopo che i tempi regolamentari e supplementari si erano chiusi con il risultato di 1-1. 
Dopo la terza posizione nel proprio girone di Lega A dell'edizione 2020-2021 di UEFA Nations League, nella successiva edizione del torneo gli inglesi delusero le aspettative, non vincendo neanche una partita su sei e retrocedendo così in Lega B a causa dell'ultimo posto. Al campionato del mondo 2022 in Qatar, dopo aver primeggiato nella fase a gironi e aver superato il Senegal agli ottavi, la corsa degli inglesi si fermò ai quarti contro i campioni in carica della Francia, vittoriosi per 2-1. Al campionato d'Europa 2024, in Germania, la nazionale inglese superò la prima fase come prima nel girone (vittoria per 1-0 contro la Serbia e pareggi per 1-1 contro la Danimarca e 0-0 contro la Slovenia) e di seguito eliminò Slovacchia (2-1 dopo i tempi supplementari) agli ottavi, Svizzera (1-1 e 5-3 ai tiri di rigore) ai quarti e Paesi Bassi (2-1) in semifinale, per poi venire sconfitta dalla Spagna (2-1) nella finale di Berlino e confermare, quindi, il secondo posto raggiunto tre anni prima.

## Impianti di gioco
Tra i vari stadi che hanno ospitato le gare della nazionale inglese particolarmente noto è lo stadio londinese di Wembley. L'impianto originario venne inaugurato nel 1923, risultando teatro di numerose partite: oltre a varie finali di coppe europee, ospitò gli atti conclusivi del Mondiale 1966 e dell'Europeo 1996. Demolito nei primi anni 2000, venne ricostruito riaprendo nel 2007 con lo stesso nome. L'apertura coincise con una sfida dell'Under-21, che in amichevole pareggiò (3-3) contro i pari età dell'Italia (3-3 il finale). La fama del Wembley rimase legata anche ai risultati, tanto che fino al 1953 nessuna avversaria fu in grado di uscirne vittoriosa.
Altri impianti in cui i Tre Leoni si sono spesso esibiti sono l'Old Trafford di Manchester e l'Highbury, sempre sito nella capitale ed abbattuto nel 2006.

## Colori e simboli

Scudo araldico dello stemma dalla Federazione calcistica dell'Inghilterra, con i tre leoni azzurri e le rose Tudor. Le dieci rose sono state aggiunte nel 1949.

La classica divisa casalinga dell'Inghilterra è composta da maglia bianca, pantaloncini blu e calzettoni bianchi; in genere il colore blu è variato spesso, anche se la tonalità notte è quella più tradizionale nonché l'attuale. Dal 1998 la maglia è spesso decorata con ornamenti color rosso, per avvicinarla ai crismi della bandiera nazionale; inoltre, talvolta non è insolito vedere i giocatori inglesi scendere in campo in totale completo bianco.
In trasferta, altrettanto classica è la tenuta rossa con pantaloncini bianchi e calzettoni rossi, la più amata e la più famosa anche perché usata nel Mondiale del 1966 vinto in casa – nonostante nella storia, gli inglesi non ne ebbero bisogno fino a una partita contro una selezione non britannica. In realtà la seconda divisa non è stata sempre rossa: dal 1935 al 1959 l'Inghilterra scendeva spesso in campo in tenuta blu. Nel 1996 invece, durante l'Europeo tenutosi proprio in patria, l'allora sponsor tecnico propose una muta d'un tenue blu indaco: tale combinazione fu utilizzata contro Bulgaria, Germania e Georgia, ma trovò scarsi consensi sia tra i tifosi, attaccatissimi alla casacca rossa della tradizione, sia tra gli addetti ai lavori, dato che tale tonalità poco contrastava col bianco della prima tenuta; la maglia rossa fu pertanto ripristinata dopo due soli anni, e utilizzata stabilmente fino ai giorni nostri salvo che nel biennio 2011-2012, quando si tentò una nuova sperimentazione con una casacca blu navy abbinata a pantaloncini color celeste.

Il classico abbinamento cromatico inglese, maglia bianca e pantaloncini blu, qui in una delle sue versioni più iconiche, sfoggiata a Euro 1980

Situazione più unica che rara nel panorama delle compagini nazionali, nel corso della sua storia l'Inghilterra ha più volte sfoggiato anche delle terze maglie. Già nei Mondiali del '70 vestì una divisa celeste contro la Cecoslovacchia. Nel 1973 invece si ricorse a un'uniforme simile a quella del Brasile, composta da una maglia gialla e da pantaloncini blu, utilizzata ancora contro la Cecoslovacchia e in seguito vista pure con Polonia e Italia. Ai Mondiali 1986, l'Inghilterra scese in campo in maglia bianca e pantaloncini celesti contro l'Argentina. Tra il 1986 ed il 1993 ci furono infine varie terze maglie color celeste (tra cui una rimasta famosa tra i collezionisti, coi leoni d'Inghilterra sullo sfondo), ma che furono raramente usate in occasioni ufficiali.

Moore in maglia gialla nel 1973, per un'amichevole in casa dell'Italia

Per oltre vent'anni il fornitore tecnico dell'Inghilterra è stata la Umbro ma, dopo l'annuncio della vendita della società da parte della proprietaria Nike, proprio il colosso americano dello swoosh è subentrato come sponsor tecnico dal 2013. Precedentemente, per brevi periodi le maglie erano state firmate da aziende come Bukta e Admiral.
Per quanto concerne i dettagli, sul petto dei giocatori inglesi è presente lo stemma della propria federazione, uno scudo bianco con bordatura blu scuro, recante all'interno i tre leoni d'Inghilterra e le rose rosse tipiche della dinastia Tudor; il richiamo è fortemente ispirato all'emblema nazionale. Sopra lo stemma è inoltre posta una stella che rappresenta la vittoria al Mondiale del '66.

## Confronti con le altre nazionali
Questi sono i saldi dell'Inghilterra nei confronti delle nazionali con cui sono stati disputati almeno 10 incontri.
- Nota bene: come previsto dai regolamenti FIFA, le partite terminate ai rigori dopo i tempi supplementari sono considerate pareggi.

### Saldo positivo
| Nazionale        | Giocate | Vinte | Pareggiate | Perse | Reti fatte | Reti subite | Differenza reti | Ultima vittoria   | Ultimo pareggio   | Ultima sconfitta |
| ---------------- | ------- | ----- | ---------- | ----- | ---------- | ----------- | --------------- | ----------------- | ----------------- | ---------------- |
| Scozia           | 116     | 49    | 26         | 41    | 206        | 175         | +32             | 12 settembre 2023 | 18 giugno 2021    | 17 novembre 1999 |
| Galles           | 104     | 69    | 21         | 14    | 243        | 91          | +162            | 29 novembre 2022  | 20 maggio 1981    | 2 maggio 1984    |
| Irlanda del Nord | 63      | 46    | 12         | 5     | 169        | 56          | +113            | 26 marzo 2005     | 13 novembre 1985  | 7 settembre 2005 |
| Irlanda          | 57      | 46    | 8          | 3     | 230        | 49          | +181            | 16 novembre 1949  | 5 novembre 1947   | 22 ottobre 1927  |
| Irlanda          | 54      | 37    | 12         | 5     | 184        | 39          | +145            | 17 novembre 2024  | 7 giugno 2015     | 15 febbraio 1995 |
| Germania         | 39      | 17    | 9          | 13    | 76         | 49          | +27             | 29 giugno 2021    | 26 settembre 2022 | 22 marzo 2017    |
| Francia          | 32      | 17    | 5          | 10    | 72         | 41          | +31             | 17 novembre 2015  | 11 giugno 2012    | 10 dicembre 2022 |
| Paesi Bassi      | 32      | 13    | 10         | 9     | 74         | 38          | +36             | 10 luglio 2024    | 12 agosto 2009    | 6 giugno 2019    |
| Svizzera         | 28      | 18    | 7          | 3     | 60         | 21          | +39             | 26 marzo 2022     | 6 luglio 2024     | 30 maggio 1981   |
| Spagna           | 28      | 13    | 4          | 11    | 46         | 34          | +12             | 15 ottobre 2018   | 15 novembre 2016  | 14 luglio 2024   |
| Ungheria         | 26      | 16    | 3          | 7     | 61         | 36          | +25             | 2 settembre 2021  | 12 ottobre 2021   | 14 giugno 2022   |
| Belgio           | 26      | 16    | 6          | 4     | 74         | 33          | +41             | 11 ottobre 2020   | 26 marzo 2024     | 15 novembre 2020 |
| Svezia           | 25      | 9     | 9          | 7     | 40         | 32          | +8              | 7 luglio 2018     | 20 giugno 2006    | 14 novembre 2012 |
| Portogallo       | 23      | 10    | 10         | 3     | 46         | 25          | +21             | 2 giugno 2016     | 1º luglio 2006    | 12 giugno 2000   |
| Danimarca        | 23      | 13    | 6          | 4     | 39         | 22          | +17             | 7 luglio 2021     | 20 giugno 2024    | 14 ottobre 2020  |
| Polonia          | 21      | 12    | 8          | 1     | 33         | 13          | +22             | 31 marzo 2021     | 8 settembre 2021  | 6 giugno 1973    |
| Austria          | 19      | 11    | 4          | 4     | 59         | 27          | +32             | 2 giugno 2021     | 4 settembre 2004  | 13 giugno 1979   |
| Argentina        | 14      | 6     | 6          | 2     | 21         | 15          | +6              | 12 novembre 2005  | 23 febbraio 2000  | 22 giugno 1986   |
| Jugoslavia       | 14      | 5     | 5          | 4     | 23         | 20          | +3              | 13 dicembre 1989  | 5 giugno 1974     | 5 giugno 1968    |
| Finlandia        | 13      | 11    | 2          | 0     | 41         | 8           | +33             | 13 ottobre 2024   | 11 ottobre 2000   | -                |
| Bulgaria         | 12      | 8     | 4          | 0     | 26         | 2           | +24             | 14 ottobre 2020   | 9 giugno 1999     | -                |
| Cecoslovacchia   | 12      | 7     | 3          | 2     | 25         | 15          | +10             | 25 aprile 1990    | 25 marzo 1992     | 30 ottobre 1975  |
| Norvegia         | 12      | 7     | 3          | 2     | 28         | 7           | +21             | 3 settembre 2014  | 11 ottobre 1995   | 2 giugno 1993    |
| Stati Uniti      | 12      | 8     | 2          | 2     | 39         | 9           | +30             | 15 novembre 2018  | 25 novembre 2022  | 9 giugno 1993    |
| Unione Sovietica | 11      | 5     | 3          | 3     | 19         | 13          | +6              | 21 maggio 1991    | 6 dicembre 1967   | 18 giugno 1988   |
| Turchia          | 11      | 9     | 2          | 0     | 33         | 1           | +32             | 22 maggio 2016    | 11 ottobre 2003   | -                |
| Croazia          | 11      | 6     | 2          | 3     | 22         | 13          | +9              | 13 giugno 2021    | 12 ottobre 2018   | 11 luglio 2018   |
| Grecia           | 11      | 8     | 2          | 1     | 27         | 5           | +22             | 14 novembre 2024  | 6 ottobre 2001    | 10 ottobre 2024  |
| Ucraina          | 10      | 6     | 3          | 1     | 16         | 4           | +12             | 26 marzo 2023     | 9 settembre 2023  | 10 ottobre 2009  |

### Saldo neutro
| Nazionale | Giocate | Vinte | Pareggiate | Perse | Reti fatte | Reti subite | Differenza | Ultima vittoria | Ultimo pareggio | Ultima sconfitta |
| --------- | ------- | ----- | ---------- | ----- | ---------- | ----------- | ---------- | --------------- | --------------- | ---------------- |
| Romania   | 12      | 3     | 6          | 3     | 11         | 10          | +1         | 6 giugno 2021   | 12 ottobre 1994 | 20 giugno 2000   |

### Saldo negativo
| Nazionale | Giocate | Vinte | Pareggiate | Perse | Reti fatte | Reti subite | Differenza | Ultima vittoria | Ultimo pareggio  | Ultima sconfitta  |
| --------- | ------- | ----- | ---------- | ----- | ---------- | ----------- | ---------- | --------------- | ---------------- | ----------------- |
| Italia    | 32      | 10    | 11         | 11    | 39         | 35          | +4         | 17 ottobre 2023 | 11 giugno 2022   | 23 settembre 2022 |
| Brasile   | 27      | 4     | 11         | 12    | 23         | 35          | −12        | 6 febbraio 2013 | 14 novembre 2017 | 23 marzo 2024     |
| Uruguay   | 11      | 3     | 3          | 5     | 11         | 15          | −4         | 1º marzo 2006   | 29 marzo 1995    | 19 giugno 2014    |

- Nota bene: per Germania si contano anche le partite contro la Germania Ovest ma si escludono le gare giocate contro la Germania Est. Per Nazionale di calcio della Cecoslovacchia s'intende la Nazionale che giocò dal 1920 al 1993, in cui militavano sia i cechi che gli slovacchi, e per Nazionale di calcio della Jugoslavia s'intende la Nazionale che giocò dal 1920 al 1992, in cui militavano croati, bosniaci, macedoni, serbi, sloveni e montenegrini.

## Palmarès
- Campionato mondiale: 1

Inghilterra 1966

## Partecipazioni ai tornei internazionali
Legenda: Grassetto: Risultato migliore, Corsivo: Mancate partecipazioni

## Statistiche dettagliate sui tornei internazionali

### Mondiali
| Anno | Luogo                    | Piazzamento      | V | N | P | Gol  |
| ---- | ------------------------ | ---------------- | - | - | - | ---- |
| 1930 | Uruguay                  | Non partecipante | - | - | - | -    |
| 1934 | Italia                   | Non partecipante | - | - | - | -    |
| 1938 | Francia                  | Non partecipante | - | - | - | -    |
| 1950 | Brasile                  | Primo turno      | 1 | 0 | 2 | 2:2  |
| 1954 | Svizzera                 | Quarti di finale | 1 | 1 | 1 | 8:8  |
| 1958 | Svezia                   | Primo turno      | 0 | 3 | 1 | 4:5  |
| 1962 | Cile                     | Quarti di finale | 1 | 1 | 2 | 5:6  |
| 1966 | Inghilterra              | Campione         | 5 | 1 | 0 | 11:3 |
| 1970 | Messico                  | Quarti di finale | 2 | 0 | 2 | 4:4  |
| 1974 | Germania Ovest           | Non qualificata  | - | - | - | -    |
| 1978 | Argentina                | Non qualificata  | - | - | - | -    |
| 1982 | Spagna                   | Secondo turno    | 3 | 2 | 0 | 6:1  |
| 1986 | Messico                  | Quarti di finale | 2 | 1 | 2 | 7:3  |
| 1990 | Italia                   | Quarto posto     | 3 | 3 | 1 | 8:6  |
| 1994 | Stati Uniti              | Non qualificata  | - | - | - | -    |
| 1998 | Francia                  | Ottavi di finale | 2 | 1 | 1 | 7:4  |
| 2002 | Corea del Sud / Giappone | Quarti di finale | 2 | 2 | 1 | 6:3  |
| 2006 | Germania                 | Quarti di finale | 3 | 2 | 0 | 6:2  |
| 2010 | Sudafrica                | Ottavi di finale | 1 | 2 | 1 | 3:5  |
| 2014 | Brasile                  | Primo turno      | 0 | 1 | 2 | 2:4  |
| 2018 | Russia                   | Quarto posto     | 3 | 1 | 3 | 12:8 |
| 2022 | Qatar                    | Quarti di finale | 3 | 1 | 1 | 13:4 |

### Europei
| Anno | Luogo                | Piazzamento      | V | N | P | Gol  |
| ---- | -------------------- | ---------------- | - | - | - | ---- |
| 1960 | Francia              | Non partecipante | - | - | - | -    |
| 1964 | Spagna               | Non qualificata  | - | - | - | -    |
| 1968 | Italia               | Terzo posto      | 1 | 0 | 1 | 2:1  |
| 1972 | Belgio               | Non qualificata  | - | - | - | -    |
| 1976 | Jugoslavia           | Non qualificata  | - | - | - | -    |
| 1980 | Italia               | Primo turno      | 1 | 1 | 1 | 3:3  |
| 1984 | Francia              | Non qualificata  | - | - | - | -    |
| 1988 | Germania Ovest       | Primo turno      | 0 | 0 | 3 | 2:7  |
| 1992 | Svezia               | Primo turno      | 0 | 2 | 1 | 1:2  |
| 1996 | Inghilterra          | Semifinali       | 2 | 3 | 0 | 8:3  |
| 2000 | Belgio / Paesi Bassi | Primo turno      | 1 | 0 | 2 | 5:6  |
| 2004 | Portogallo           | Quarti di finale | 2 | 1 | 1 | 10:6 |
| 2008 | Austria / Svizzera   | Non qualificata  | - | - | - | -    |
| 2012 | Polonia / Ucraina    | Quarti di finale | 2 | 2 | 0 | 5:3  |
| 2016 | Francia              | Ottavi di finale | 1 | 2 | 1 | 4:4  |
| 2020 | Europa               | Secondo posto    | 5 | 2 | 0 | 11:2 |
| 2024 | Germania             | Secondo posto    | 3 | 3 | 1 | 8:6  |

### Nations League
| Anno      | Luogo       | Piazzamento   | V | N | P | Gol  |
| --------- | ----------- | ------------- | - | - | - | ---- |
| 2018-2019 | Portogallo  | Terzo posto   | 2 | 2 | 2 | 7:8  |
| 2020-2021 | Italia      | 9° in Lega A  | 3 | 1 | 2 | 7:4  |
| 2022-2023 | Paesi Bassi | 15° in Lega A | 0 | 3 | 3 | 4:10 |
| 2024-2025 | Germania    | 1° in Lega B  | 5 | 0 | 1 | 16:3 |

## Tutte le rose

### Mondiali
Coppa del Mondo FIFA 1950P Ditchburn, P Williams, D Aston, D Eckersley, D Ramsey, D Scott, D Taylor, D Wright, C Baily, C Cockburn, C Dickinson, C Hughes, C Nicholson, C Watson, A Bentley, A Finney, A Mannion, A Matthews, A Milburn, A Mortensen, A Mullen, CT: Winterbottom
Coppa del Mondo FIFA 19541 Merrick, 2 Staniforth, 3 Byrne, 4 Wright, 5 Owen, 6 Dickinson, 7 Matthews, 8 Broadis, 9 Lofthouse, 10 Taylor, 11 Finney, 12 Burgin, 13 Green, 14 McGarry, 15 Wilshaw, 16 Quixall, 17 Mullen, 18 Chilton, 19 Armstrong, 20 Jezzard, 21 Haynes, 22 Hooper, CT: Winterbottom
Coppa del Mondo FIFA 19581 McDonald, 2 Howe, 3 Banks, 4 Clamp, 5 Wright, 6 Slater, 7 Douglas, 8 Robson, 9 Kevan, 10 Haynes, 11 Finney, 12 Hopkinson, 13 Hodgkinson, 14 Sillett, 15 Clayton, 16 Norman, 17 Brabrook, 18 Broadbent, 19 Smith, 20 Charlton, 21 A'Court, 22 Setters, CT: Winterbottom
Coppa del Mondo FIFA 19621 Springett, 2 Armfield, 3 Wilson, 4 Robson, 5 Swan, 6 Flowers, 7 Connelly, 8 Greaves, 9 Hitchens, 10 Haynes, 11 Charlton, 12 Hodgkinson, 13 Kevan, 14 Anderson, 15 Norman, 16 Moore, 17 Douglas, 18 Hunt, 19 Peacock, 20 Eastham, 21 Howe, 22 Banks, CT: Winterbottom
Coppa del Mondo FIFA 19661 Banks, 2 Cohen, 3 Wilson, 4 Stiles, 5 J. Charlton, 6 Moore, 7 Ball, 8 Greaves, 9 B. Charlton, 10 Hurst, 11 Connelly, 12 Springett, 13 Bonetti, 14 Armfield, 15 Byrne, 16 Peters, 17 Flowers, 18 Hunter, 19 Paine, 20 Callaghan, 21 Hunt, 22 Eastham, CT: Ramsey
Coppa del Mondo FIFA 19701 Banks, 2 Newton, 3 Cooper, 4 Mullery, 5 Labone, 6 Moore, 7 Lee, 8 Ball, 9 B. Charlton, 10 Hurst, 11 Peters, 12 Bonetti, 13 Stepney, 14 Wright, 15 Stiles, 16 Hughes, 17 J. Charlton, 18 Hunter, 19 Bell, 20 Osgood, 21 Clarke, 22 Astle, CT: Ramsey
Coppa del Mondo FIFA 19821 Clemence, 2 Anderson, 3 Brooking, 4 Butcher, 5 Coppell, 6 Foster, 7 Keegan, 8 Francis, 9 Hoddle, 10 McDermott, 11 Mariner, 12 Mills, 13 Corrigan, 14 Neal, 15 Rix, 16 Robson, 17 Sansom, 18 Thompson, 19 Wilkins, 20 Withe, 21 Woodcock, 22 Shilton, CT: Greenwood
Coppa del Mondo FIFA 19861 Shilton, 2 M.G. Stevens, 3 Sansom, 4 Hoddle, 5 Martin, 6 Butcher, 7 Br. Robson, 8 Wilkins, 9 Hateley, 10 Lineker, 11 Waddle, 12 Anderson, 13 Woods, 14 Fenwick, 15 G.A. Stevens, 16 Reid, 17 Steven, 18 Hodge, 19 Barnes, 20 Beardsley, 21 Dixon, 22 Bailey, CT: Bo. Robson
Coppa del Mondo FIFA 19901 Shilton, 2 M.G. Stevens, 3 Pearce, 4 Webb, 5 Walker, 6 Butcher, 7 Br. Robson, 8 Waddle, 9 Beardsley, 10 Lineker, 11 Barnes, 12 Parker, 13 Woods, 14 Wright, 15 Dorigo, 16 McMahon, 17 Platt, 18 Hodge, 19 Gascoigne, 20 Steven, 21 Bull, 22 Beasant, CT: Bo. Robson
Coppa del Mondo FIFA 19981 Seaman, 2 Campbell, 3 Le Saux, 4 Ince, 5 Adams, 6 Southgate, 7 Beckham, 8 Batty, 9 Shearer, 10 Sheringham, 11 McManaman, 12 Neville, 13 Martyn, 14 Anderton, 15 Merson, 16 Scholes, 17 Lee, 18 Keown, 19 L. Ferdinand, 20 Owen, 21 R. Ferdinand, 22 Flowers, CT: Hoddle
Coppa del Mondo FIFA 20021 Seaman, 2 Mills, 3 A. Cole, 4 Sinclair, 5 Ferdinand, 6 Campbell, 7 Beckham, 8 Scholes, 9 Fowler, 10 Owen, 11 Heskey, 12 Brown, 13 Martyn, 14 Bridge, 15 Keown, 16 Southgate, 17 Sheringham, 18 Hargreaves, 19 J. Cole, 20 Vassell, 21 Butt, 22 James, 23 Dyer, CT: Eriksson
Coppa del Mondo FIFA 20061 Robinson, 2 G. Neville, 3 A. Cole, 4 Gerrard, 5 Ferdinand, 6 Terry, 7 Beckham, 8 Lampard, 9 Rooney, 10 Owen, 11 J. Cole, 12 Campbell, 13 James, 14 Bridge, 15 Carragher, 16 Hargreaves, 17 Jenas, 18 Carrick, 19 Lennon, 20 Downing, 21 Crouch, 22 Carson, 23 Walcott, CT: Eriksson
Coppa del Mondo FIFA 20101 James, 2 Johnson, 3 A. Cole, 4 Gerrard, 5 Dawson, 6 Terry, 7 Lennon, 8 Lampard, 9 Crouch, 10 Rooney, 11 J. Cole, 12 Green, 13 Warnock, 14 Barry, 15 Upson, 16 Milner, 17 Wright-Phillips, 18 Carragher, 19 Defoe, 20 King, 21 Heskey, 22 Carrick, 23 Hart, CT: Capello
Coppa del Mondo FIFA 20141 Hart, 2 Johnson, 3 Baines, 4 Gerrard, 5 Cahill, 6 Jagielka, 7 Wilshere, 8 Lampard, 9 Sturridge, 10 Rooney, 11 Welbeck, 12 Smalling, 13 Foster, 14 Henderson, 15 Oxlade-Chamberlain, 16 Jones, 17 Milner, 18 Lambert, 19 Sterling, 20 Lallana, 21 Barkley, 22 Forster, 23 Shaw, CT: Hodgson
Coppa del Mondo FIFA 20181 Pickford, 2 Walker, 3 Rose, 4 Dier, 5 Stones, 6 Maguire, 7 Lingard, 8 Henderson, 9 Kane, 10 Sterling, 11 Vardy, 12 Trippier, 13 Butland, 14 Welbeck, 15 Cahill, 16 Jones, 17 Delph, 18 Young, 19 Rashford, 20 Alli, 21 Loftus-Cheek, 22 Alexander-Arnold, 23 Pope, CT: Southgate
Coppa del Mondo FIFA 20221 Pickford, 2 Walker, 3 Shaw, 4 Rice, 5 Stones, 6 Maguire, 7 Grealish, 8 Henderson, 9 Kane, 10 Sterling, 11 Rashford, 12 Trippier, 13 Pope, 14 Phillips, 15 Dier, 16 Coady, 17 Saka, 18 Alexander-Arnold, 19 Mount, 20 Foden, 21 White, 22 Bellingham, 23 Ramsdale, 24 Wilson, 25 Maddison, 26 Gallagher, CT: Southgate

### Europei
Campionato d’Europa UEFA 19681 Banks, 2 Newton, 3 Wilson, 4 Mullery, 5 Labone, 6 Moore, 7 Ball, 8 Hunt, 9 B. Charlton, 10 Hurst, 11 Peters, 12 Stepney, 13 West, 14 Knowles, 15 J. Charlton, 16 Wright, 17 Stiles, 18 Summerbee, 19 Hunter, 20 Bell, 21 Greaves, 22 Thompson, CT: Ramsey
Campionato d'Europa UEFA 19801 Clemence, 2 Neal, 3 Sansom, 4 Thompson, 5 Watson, 6 Wilkins, 7 Keegan, 8 Coppell, 9 Johnson, 10 Brooking, 11 Woodcock, 12 Anderson, 13 Shilton, 14 Cherry, 15 E. Hughes, 16 Mills, 17 McDermott, 18 R. Kennedy, 19 Hoddle, 20 Mariner, 21 Birtles, 22 Corrigan, CT: Greenwood
Campionato d'Europa UEFA 19881 Shilton, 2 M.G. Stevens, 3 Sansom, 4 Webb, 5 Watson, 6 Adams, 7 Br. Robson, 8 Steven, 9 Beardsley, 10 Lineker, 11 Barnes, 12 Waddle, 13 Woods, 14 Anderson, 15 McMahon, 16 Reid, 17 Hoddle, 18 Hateley, 19 Wright, 20 Dorigo, CT: Bo. Robson
Campionato d'Europa UEFA 19921 Woods, 2 Curle, 3 Pearce, 4 Keown, 5 Walker, 6 Wright, 7 Platt, 8 Steven, 9 Clough, 10 Lineker, 11 Sinton, 12 Palmer, 13 Martyn, 14 Dorigo, 15 Webb, 16 Merson, 17 A. Smith, 18 Daley, 19 Batty, 20 Shearer, CT: Taylor
Campionato d'Europa UEFA 19961 Seaman, 2 G. Neville, 3 Pearce, 4 Ince, 5 Adams, 6 Southgate, 7 Platt, 8 Gascoigne, 9 Shearer, 10 Sheringham, 11 Anderton, 12 Howey, 13 Flowers, 14 Barmby, 15 Redknapp, 16 Campbell, 17 McManaman, 18 Ferdinand, 19 P. Neville, 20 Stone, 21 Fowler, 22 Walker, CT: Venables
Campionato d’Europa UEFA 20001 Seaman, 2 G. Neville, 3 P. Neville, 4 Campbell, 5 Adams, 6 Keown, 7 Beckham, 8 Scholes, 9 Shearer, 10 Owen, 11 McManaman, 12 Southgate, 13 Martyn, 14 Ince, 15 Barry, 16 Gerrard, 17 Wise, 18 Barmby, 19 Heskey, 20 Phillips, 21 Fowler, 22 Wright, CT: Keegan
Campionato d’Europa UEFA 20041 James, 2 G. Neville, 3 A. Cole, 4 Gerrard, 5 Terry, 6 Campbell, 7 Beckham, 8 Scholes, 9 Rooney, 10 Owen, 11 Lampard, 12 Bridge, 13 Robinson, 14 P. Neville, 15 King, 16 Carragher, 17 Butt, 18 Hargreaves, 19 J. Cole, 20 Dyer, 21 Heskey, 22 Walker, 23 Vassell, CT: Eriksson
Campionato d’Europa UEFA 20121 Hart, 2 Johnson, 3 Cole, 4 Gerrard, 5 Kelly, 6 Terry, 7 Walcott, 8 Henderson, 9 Carroll, 10 Rooney, 11 Young, 12 Baines, 13 Green, 14 Jones, 15 Lescott, 16 Milner, 17 Parker, 18 Jagielka, 19 Downing, 20 Oxlade-Chamberlain, 21 Defoe, 22 Welbeck, 23 Butland, CT: Hodgson
Campionato d’Europa UEFA 20161 Hart, 2 Walker, 3 Rose, 4 Milner, 5 Cahill, 6 Smalling, 7 Sterling, 8 Lallana, 9 Kane, 10 Rooney, 11 Vardy, 12 Clyne, 13 Forster, 14 Henderson, 15 Sturridge, 16 Stones, 17 Dier, 18 Wilshere, 19 Barkley, 20 Alli, 21 Bertrand, 22 Rashford, 23 Heaton, CT: Hodgson
Campionato d'Europa UEFA 20201 Pickford, 2 Walker, 3 Shaw, 4 Rice, 5 Stones, 6 Maguire, 7 Grealish, 8 Henderson, 9 Kane, 10 Sterling, 11 Rashford, 12 Trippier, 13 Henderson, poi sostituito da Ramsdale, 14 Phillips, 15 Mings, 16 Coady, 17 Sancho, 18 Calvert-Lewin, 19 Mount, 20 Foden, 21 Chilwell, 22 White, 23 Johnstone, 24 James, 25 Saka, 26 Bellingham, CT: Southgate
Campionato d'Europa UEFA 20241 Pickford, 2 Walker, 3 Shaw, 4 Rice, 5 Stones, 6 Guéhi, 7 Saka, 8 Alexander-Arnold, 9 Kane, 10 Bellingham, 11 Foden, 12 Trippier, 13 Ramsdale, 14 Konsa, 15 Dunk, 16 Gallagher, 17 Toney, 18 Gordon, 19 Watkins, 20 Bowen, 21 Eze, 22 Gomez, 23 Henderson, 24 Palmer, 25 Wharton, 26 Mainoo, CT: Southgate

### UEFA Nations League
Fase finale UEFA Nations League 2018-20191 Pickford, 2 Walker, 3 Rose, 4 Dier, 5 Stones, 6 Maguire, 7 Lingard, 8 Henderson, 9 Kane, 10 Sterling, 11 Sancho, 12 Gomez, 13 Butland, 14 Chilwell, 15 Keane, 16 Rice, 17 Delph, 18 Barkley, 19 Rashford, 20 Alli, 21 Wilson, 22 Alexander-Arnold, 23 Heaton, CT: Southgate

### Taça das Nações
Taça das Nações 1964P Banks, P Waiters, D Armfield, D Cohen, D Moore, D Norman, D Thomson, D Wilson, C Eastham, C Flowers, C Milne, C Mullery, C Paine, C Thompson, A Byrne, A Charlton, A Greaves, A Hunt, A Pickering, CT: Ramsey

## Rosa attuale
Lista dei giocatori convocati per la gara di qualificazione al campionato del mondo 2026 del 7 giugno, e per l'amichevole del 10 giugno 2025.
Presenze e reti aggiornate al 10 giugno 2025, al termine della gara contro il Senegal,
|  | P | Jordan Pickford        | 7 marzo 1994      | 76  | -53 | Everton           |  |  |
|  | P | Dean Henderson         | 12 marzo 1997     | 3   | -4  | Crystal Palace    |  |  |
|  | P | James Trafford         | 10 ottobre 2002   | 0   | 0   | Burnley           |  |  |
|  |   |                        |                   |     |     |                   |  |  |
|  | D | Kyle Walker            | 28 maggio 1990    | 96  | 1   | Milan             |  |  |
|  | D | Trent Alexander-Arnold | 7 ottobre 1998    | 34  | 4   | Real Madrid       |  |  |
|  | D | Reece James            | 8 dicembre 1999   | 19  | 1   | Chelsea           |  |  |
|  | D | Ezri Konsa             | 23 ottobre 1997   | 12  | 0   | Aston Villa       |  |  |
|  | D | Levi Colwill           | 26 febbraio 2003  | 5   | 0   | Chelsea           |  |  |
|  | D | Myles Lewis-Skelly     | 26 settembre 2006 | 3   | 1   | Arsenal           |  |  |
|  | D | Dan Burn               | 9 maggio 1992     | 2   | 0   | Newcastle Utd     |  |  |
|  | D | Trevoh Chalobah        | 5 luglio 1999     | 1   | 0   | Chelsea           |  |  |
|  |   |                        |                   |     |     |                   |  |  |
|  | C | Jordan Henderson       | 17 giugno 1990    | 84  | 3   | Ajax              |  |  |
|  | C | Declan Rice            | 14 gennaio 1999   | 66  | 5   | Arsenal           |  |  |
|  | C | Jude Bellingham        | 29 giugno 2003    | 44  | 6   | Real Madrid       |  |  |
|  | C | Conor Gallagher        | 6 febbraio 2000   | 22  | 1   | Atlético Madrid   |  |  |
|  | C | Cole Palmer            | 6 maggio 2002     | 12  | 2   | Chelsea           |  |  |
|  | C | Eberechi Eze           | 29 giugno 1998    | 12  | 1   | Crystal Palace    |  |  |
|  | C | Curtis Jones           | 30 gennaio 2001   | 6   | 1   | Liverpool         |  |  |
|  | C | Morgan Rogers          | 26 luglio 2002    | 6   | 0   | Aston Villa       |  |  |
|  | C | Morgan Gibbs-White     | 27 gennaio 2000   | 4   | 0   | Nottingham Forest |  |  |
|  |   |                        |                   |     |     |                   |  |  |
|  | A | Harry Kane             | 28 luglio 1993    | 107 | 73  | Bayern Monaco     |  |  |
|  | A | Bukayo Saka            | 5 settembre 2001  | 44  | 12  | Arsenal           |  |  |
|  | A | Ollie Watkins          | 30 dicembre 1995  | 18  | 5   | Aston Villa       |  |  |
|  | A | Anthony Gordon         | 24 febbraio 2001  | 12  | 1   | Newcastle Utd     |  |  |
|  | A | Ivan Toney             | 14 settembre 1997 | 7   | 1   | Al-Ahli           |  |  |
|  | A | Noni Madueke           | 10 marzo 2002     | 7   | 0   | Chelsea           |  |  |

## Record individuali
Dati aggiornati al 10 giugno 2025.
- In grassetto i giocatori ancora in attività in nazionale.

### Record di presenze
| Posizione | Giocatore      | Presenze | Reti | Periodo   |
| --------- | -------------- | -------- | ---- | --------- |
| 1         | Peter Shilton  | 125      | 0    | 1970-1990 |
| 2         | Wayne Rooney   | 120      | 53   | 2003-2018 |
| 3         | David Beckham  | 115      | 17   | 1996-2009 |
| 4         | Steven Gerrard | 114      | 21   | 2000-2014 |
| 5         | Bobby Moore    | 108      | 2    | 1962-1973 |
| 6         | Ashley Cole    | 107      | 0    | 2001-2014 |
| 6         | Harry Kane     | 107      | 73   | 2015-     |
| 8         | Bobby Charlton | 106      | 49   | 1958-1970 |
| 8         | Frank Lampard  | 106      | 29   | 1999-2014 |
| 10        | Billy Wright   | 105      | 3    | 1946-1959 |

### Record di reti
| Posizione | Giocatore       | Reti | Presenze | Periodo   |
| --------- | --------------- | ---- | -------- | --------- |
| 1         | Harry Kane      | 73   | 107      | 2015-     |
| 2         | Wayne Rooney    | 53   | 120      | 2003-2018 |
| 3         | Bobby Charlton  | 49   | 106      | 1958-1970 |
| 4         | Gary Lineker    | 48   | 80       | 1984-1992 |
| 5         | Jimmy Greaves   | 44   | 57       | 1959-1967 |
| 6         | Michael Owen    | 40   | 89       | 1998-2008 |
| 7         | Nat Lofthouse   | 30   | 33       | 1950-1958 |
| 7         | Alan Shearer    | 30   | 63       | 1992-2000 |
| 7         | Tom Finney      | 30   | 76       | 1946-1958 |
| 10        | Vivian Woodward | 29   | 23       | 1903-1911 |
| 10        | Frank Lampard   | 29   | 106      | 1999-2014 |

## Commissari tecnici
| Nome                | Nazionalità | Periodo   | G   | V  | N  | P  | % V    | Trofei        |
| ------------------- | ----------- | --------- | --- | -- | -- | -- | ------ | ------------- |
| Walter Winterbottom | Inghilterra | 1946–1962 | 139 | 78 | 33 | 28 | 56,1   |               |
| Alf Ramsey          | Inghilterra | 1963–1974 | 113 | 69 | 27 | 17 | 61,1   | Mondiale 1966 |
| Joe Mercer          | Inghilterra | 1974      | 7   | 3  | 3  | 1  | 42,9   |               |
| Don Revie           | Inghilterra | 1974–1977 | 29  | 14 | 8  | 7  | 48,3   |               |
| Ron Greenwood       | Inghilterra | 1977–1982 | 55  | 33 | 12 | 10 | 60,0   |               |
| Bobby Robson        | Inghilterra | 1982–1990 | 95  | 47 | 30 | 18 | 49,5   |               |
| Graham Taylor       | Inghilterra | 1990–1993 | 38  | 18 | 13 | 7  | 47,4   |               |
| Terry Venables      | Inghilterra | 1994–1996 | 23  | 11 | 11 | 1  | 47,8   |               |
| Glenn Hoddle        | Inghilterra | 1996–1999 | 28  | 17 | 6  | 5  | 60,7   |               |
| Howard Wilkinson    | Inghilterra | 1999      | 1   | 0  | 0  | 1  | &0,0   |               |
| Kevin Keegan        | Inghilterra | 1999–2000 | 18  | 7  | 7  | 4  | 38,9   |               |
| Howard Wilkinson    | Inghilterra | 2000      | 1   | 0  | 1  | 0  | &0,0   |               |
| Peter Taylor        | Inghilterra | 2000      | 1   | 0  | 0  | 1  | &0,0   |               |
| Sven-Göran Eriksson | Svezia      | 2001–2006 | 67  | 40 | 17 | 10 | 59,7   |               |
| Steve McClaren      | Inghilterra | 2006–2007 | 18  | 9  | 4  | 5  | 50,0   |               |
| Fabio Capello       | Italia      | 2008–2012 | 42  | 28 | 8  | 6  | 66,7   |               |
| Stuart Pearce       | Inghilterra | 2012      | 1   | 0  | 0  | 1  | &0,0   |               |
| Roy Hodgson         | Inghilterra | 2012–2016 | 56  | 33 | 15 | 8  | 58,9   |               |
| Sam Allardyce       | Inghilterra | 2016      | 1   | 1  | 0  | 0  | 100,0& |               |
| Gareth Southgate    | Inghilterra | 2016–2024 | 102 | 61 | 24 | 17 | 59,8   |               |
| Lee Carsley         | Irlanda     | 2024–2025 | 6   | 5  | 0  | 1  | 83,3   |               |
| Thomas Tuchel       | Germania    | 2025–     | 2   | 2  | 0  | 0  | 100,0& |               |